# Gianpiero Palmieri

Erzbischofswappen von Gianpiero Palmieri als Vizegerent des Bistums Rom

Gianpiero Palmieri (* 22. März 1966 in Tarent) ist ein italienischer Geistlicher und römisch-katholischer Bischof von Ascoli Piceno sowie von San Benedetto del Tronto-Ripatransone-Montalto.

## Leben
Gianpiero Palmieri empfing am 19. September 1992 das Sakrament der Priesterweihe.
Am 18. Mai 2018 ernannte ihn Papst Franziskus zum Titularbischof von Idassa und zum Weihbischof in Rom. Am 24. Juni 2018 spendete ihm der Generalvikar von Rom, Angelo De Donatis, in der Lateranbasilika die Bischofsweihe. Mitkonsekratoren waren Luis Ladaria, Präfekt der Glaubenskongregation, und Giuseppe Marciante, Weihbischof in Rom. Am 19. September 2020 bestellte ihn Papst Franziskus zum Vizegerenten des Bistums Rom und erhob ihn zum Titularerzbischof pro hac vice von Idassa.
Papst Franziskus ernannte ihn am 28. Oktober 2021 zum Bischof von Ascoli Piceno und verlieh ihm den persönlichen Titel eines Erzbischofs. Die Amtseinführung erfolgte am 28. November desselben Jahres.
Am 2. Mai 2024 ernannte ihn Papst Franziskus unter gleichzeitiger Vereinigung des Bistums San Benedetto del Tronto-Ripatransone-Montalto in persona episcopi mit dem Bistum Ascoli Piceno zusätzlich zum Bischof von San Benedetto del Tronto-Ripatransone-Montalto.